# Лонгфорд – Сідней
Лонгфорд – Сідней – важливий елемент газотранспортної системи Австралії. 
Тривалий час газопереробний завод Лонгфорд, який працює з продукцією родовищ Бассової протоки, видавав товарний газ лише в межах свого штату Вікторія, допоки в 2000 році не ввели в дію трубопровід до Сіднею  (цей регіон, в свою чергу, тривалий час живився лише із трубопроводу Мумба – Сідней, що транспортує ресурс з пустельного району в центрі континенту). Довжина Лонгфорд – Сідней становить 797 кілометрів, діаметр труб 450 мм. 
Первісно перекачування ресурсу забезпечували компресонні станції у Лонгфорді та Мілі. В 2016-му також ввели в дію компресорні станції Орбост (між Лонгфордом та Мілою) і Мічелаго (Michelago, північніше від Міли), що дозволило довести пропускну здатність до 9,3 млн м3 на добу.
З 2003-го додатковий ресурс до Лонгфорд – Сідней може подавати установка підготовки Осборн.
В середині 2020-х очікується початок роботи терміналу для прийому зрідженого природного газу в Порт-Кембла, який буде під’єднаний перемичкою до північної частини траси Лонгфорд – Сідней.
Протранспортоване по Лонгфорд – Сідней блакитне паливо може передаватись до трубопроводів Хоскінстаун – Канберра та Сідней – Ньюкасл. Також від Лонгфорд – Сідней живляться ТЕС Таллаварра та ТЕС Бернсдейл.